# Distretto di Alba
Il distretto di Alba (in romeno Județul Alba) è uno dei 41 distretti della Romania situato nella regione storica della Transilvania e in quella amministrativa del Centru. Confina a nord con il distretto di Cluj e quello di Mureș, a est con il distretto di Sibiu, a sud-ovest con il distretto di Hunedoara e a nord-est con quelli di Arad e Bihor.

## Società

### Evoluzione demografica
Al 1º dicembre 2021 il distretto aveva 325 941 abitanti, di cui circa l'82.4% romeni.

### Censimenti
Evoluzione demografica
| Anno | Popolazione |
| ---- | ----------- |
| 1948 | 361 062     |
| 1956 | 370 800     |
| 1966 | 382 786     |
| 1977 | 409 634     |
| 1992 | 413 919     |
| 2002 | 382 747     |
| 2011 | 342 376     |
| 2021 | 325 941     |

## Geografia antropica

### Suddivisioni amministrative
Il distretto è composto da 4 municipi, 7 città e 67 comuni.

#### Municipi
- Alba Iulia
- Aiud
- Blaj
- Sebeș

#### Città
- Abrud
- Baia de Arieș
- Câmpeni
- Cugir
- Ocna Mureș
- Teiuș
- Zlatna

#### Comuni
- Albac
- Almașu Mare
- Arieșeni
- Avram Iancu
- Berghin
- Bistra
- Blandiana
- Bucerdea Grânoasă
- Bucium
- Câlnic
- Cenade
- Cergău
- Ceru-Băcăinți
- Cetatea de Baltă

- Ciugud
- Ciuruleasa
- Crăciunelu de Jos
- Cricău
- Cut
- Daia Română
- Doștat
- Fărău
- Galda de Jos
- Gârbova
- Gârda de Sus
- Hopârta
- Horea
- Ighiu

- Întregalde
- Jidvei
- Livezile
- Lopadea Nouă
- Lunca Mureșului
- Lupșa
- Meteș
- Mihalț
- Mirăslău
- Mogoș
- Noșlac
- Ocoliș
- Ohaba

- Pianu
- Poiana Vadului
- Ponor
- Poșaga
- Rădești
- Râmeț
- Rimetea
- Roșia de Secaș
- Roșia Montană
- Sălciua
- Săliștea
- Săsciori
- Sâncel

- Sântimbru
- Scărișoara
- Sohodol
- Stremț
- Șibot
- Șona
- Șpring
- Șugag
- Unirea
- Vadu Moților
- Valea Lungă
- Vidra
- Vințu de Jos